# Skream
Oliver Dene Jones, meglio noto come Skream (Bromley, 1º giugno 1986), è un musicista e disc jockey inglese, residente a Croydon.
È uno dei primi e più importanti produttori di musica dubstep e ha contribuito allo sviluppo del genere. Il suo primo album, Skream!, è uscito nel 2006, ed è stato seguito nel 2010 da Outside the box. Skream è anche membro del gruppo dubstep Magnetic Man, insieme a Benga e Artwork. Il primo omonimo album del gruppo è uscito l'8 ottobre 2010.

## Storia
Jones è nato a West Wickham, Bromley, Londra. Da ragazzo lavorava alla Big Apple Records, un negozio di dischi situato a Croydon, che è stato al centro della scena dubstep; ancor prima, Oliver aveva stretto amicizia con Hatcha, un altro pioniere del genere dubstep. Proprio grazie a questa amicizia, Hatcha fu uno dei primi a suonare la musica di Skream.
Skream cominciò a produrre musica all'età di 15 anni (utilizzando il software Fruity Loops), e sostiene di avere circa 800 brani inediti contenenti anche sfumature disco e funk. Le sue prime produzioni comunque erano nettamente più oscure e meno melodiche dei suoi brani più recenti.

## Discografia

### Solista

#### Album
- Skream! (2006)
- Outside the box (2010)

### Con i Magnetic Man

#### Album
- Magnetic Man (2010)